# Бари (Горњи Пиринеји)
Бари (фр. Barry) је насељено место у Француској у региону Миди Пирене, у департману Горњи Пиринеји.
По подацима из 2011. године у општини је живело 130 становника, а густина насељености је износила 51,18 становника/km².

## Демографија
| 1962. | 1968. | 1975. | 1982. | 1990. | 2011. |
| ----- | ----- | ----- | ----- | ----- | ----- |
| 58    | 64    | 65    | 65    | 78    | 130   |